# Gamut
 (septembre 2024).
Si vous disposez d'ouvrages ou d'articles de référence ou si vous connaissez des sites web de qualité traitant du thème abordé ici, merci de compléter l'article en donnant les références utiles à sa vérifiabilité et en les liant à la section « Notes et références ».

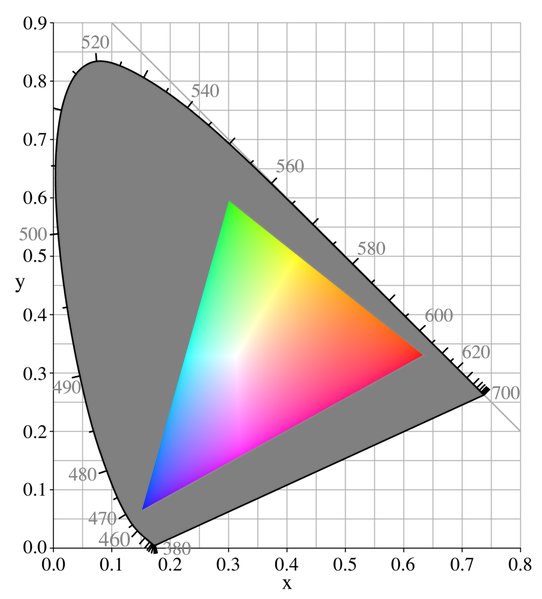
Un gamut typique d'écran cathodique.
Le fer à cheval en gris représente toute la gamme des chrominances possibles. Le triangle coloré représente, dans un diagramme de chromaticité, le gamut correspondant à un certain type d'écran d'ordinateur qui ne couvre pas la totalité de l'espace colorimétrique. Les sommets de ce triangle sont (pour cet écran) les couleurs primaires additives, c'est-à-dire les trois couleurs que peut afficher un pixel donné.

En synthèse des couleurs, synthèse additive ou synthèse soustractive, le gamut, ou gamut de couleur est l'ensemble des couleurs qu'un dispositif permet de reproduire. Il peut notamment s'agir d'un appareil photographique, d'un scanner informatique, d'un écran d'ordinateur, d'un rétroprojecteur, d'un vidéoprojecteur, d'un procédé d'imprimerie ou d'une imprimante.
Un procédé d'analyse ou de synthèse des couleurs ne peut reproduire toutes les couleurs perceptibles par la vision humaine. Le gamut de ce procédé dépend des couleurs primaires qu'il emploie. On le représente souvent comme une aire sur un diagramme de chromaticité par un polygone qui joint les points représentatifs de ces primaires. En synthèse soustractive, le gamut a d'autres limitations ; toutes les chromaticités du diagramme ne peuvent être obtenues à toutes les luminosités possibles.
Le procédé détermine le traitement à donner aux couleurs qui ne peuvent être représentées. En général, elles sont produites plus ou moins lavées de blanc. Le gamut donne l'ensemble des couleurs possibles.

## Étymologie
Le terme est un mot anglais issu du vocabulaire musical médiéval : les notes de musique étaient notées par des lettres (et le sont toujours dans la notation anglo-saxonne), puis furent notées par des noms dans la notation italienne ; la lettre grecque gamma (Γ) désignait le sol le plus grave, et ut le do le plus aigu. « gamma–ut » était donc l'étendue des notes jouables, ce qui donna « gamut ».

## Utilisation, fonctionnement
Le gamut d'un moniteur d'ordinateur ou d'un téléviseur juxtapose trois types de pixels destinés à stimuler les trois types de sensibilité des cônes présents sur la rétine : les cônes L (long), M (medium) et S (short) sont plus sensibles respectivement au rouge, vert et bleu (quelques écrans quadrichromes haut de gamme sont munis de pixels jaunes et d'un microprocesseur évaluant la pertinence ou non de remplacer des pixels rouges et verts voisins par du jaune en fonction de caractéristiques statistiques de l'image). C'est ce que l'on nomme une synthèse additive. 
L'encre d'une imprimante, qui sur le papier absorbe une partie de la lumière incidente, procède donc d'une synthèse soustractive, où les couleurs se superposent au lieu de se juxtaposer, mais au prix de contraintes. 
L'image affichée par un écran diffèrera en général pour cette raison de la même image imprimée sur papier. Il existe cependant des méthodes d'étalonnage permettant de rapprocher le gamut de l'écran et celui de l'imprimante, utilisant des profils ICC. Ces méthodes consistent à n'utiliser que l'intersection des deux gamuts, évitant ainsi d'avoir à l'écran des couleurs qui ne pourront être imprimées sur l'imprimante configurée dans le profil. Les couleurs dites « non imprimables » sont converties à la couleur imprimable la plus proche. Les dégradés peuvent donc en souffrir.
En 2008, les gamuts des systèmes d'impression sont plus élevés que ceux de certains écrans CRT ou LCD, ce qui ne veut pas dire que ces imprimantes recouvrent tout le gamut de l'écran.
Les meilleures imprimantes amateurs ou professionnelles utilisent plusieurs couleurs de base pour recomposer l'image initiale, cela permet d'étendre le gamut. Cependant cela ne résout pas tous les problèmes. Six couleurs, voire plus, sont utilisées sur ces imprimantes. Les couleurs supplémentaires sont généralement des nuances dé-saturées vers le blanc des couleurs primaires soustractives. Par exemple, en plus des 4 couleurs (quadrichromie) cyan, magenta, jaune et noir, pour 6 couleurs (hexachromie) on ajoute un cyan clair et un magenta clair, pour 7 couleurs on ajoute un gris, etc. Cela permet d'étendre le gamut mais ne permet pas de résoudre les problèmes liés au système de recomposition soustractive.
Deux couleurs mélangées en système soustractif sont toujours plus sombres que les couleurs de départ. Si l'on utilise le blanc du papier, on éclaircit, mais on perd en saturation. En outre le papier lui-même n'est jamais d'un blanc pur et agit donc sur les couleurs qui y sont déposées, affaiblissant saturation et pureté des pigments.
Les machines offset permettent d'utiliser un nombre d'encres de couleurs  largement supérieur à celui des imprimantes à jet d'encre. L'impression en ce cas cesse d'être un problème, mais l'étape pré-presse est alors le nouveau maillon faible. Une hexachromie proposée par le système Pantone introduit deux encres supplémentaires, orange pur et vert pur censées doubler l'étendue du gamut.